# Прапор Моршина
Пра́пор Моршина — офіційний символ міста Моршин Львівської області, затверджений 26 грудня 1997 року сесією Моршинської міської ради.
Автори — А. Гречило та Олег Завозін.

## Опис прапора
Квадратне полотнище, яке складається з трьох горизонтальних частин — верхньої зеленої, середньої білої (відділеної шиповано) та нижньої синьої (співвідношення їхніх ширин рівне 6:1:3), на зеленому фоні жовтий бювет, на синьому — дві білі топки солі.

## Зміст
Бювет мінеральних вод і зелене поле символізують курортну галузь, що є основною для міста. Дві соляні топки означають давні солеварні промисли та вказують на дві соляні шахти — «Боніфацій» і «Магдалена», розробки яких сприяли розвитку поселення. Біла смуга і синє поле означають багаті водні ресурси.